# Homohadena induta
Homohadena induta är en fjärilsart som beskrevs av Harvey. Homohadena induta ingår i släktet Homohadena och familjen nattflyn. Inga underarter finns listade i Catalogue of Life.